# Durham (Severní Karolína)
Durham je město ve státě Severní Karolína ve Spojených státech amerických. Je to okresní město stejnojmenného okresu, ačkoli jeho části přesahují též do okresů Wake na východě a Orange na západě.
Durham je sídlem Dukeovy univerzity a také Severokarolínské centrální univerzity. Je rovněž jedním z vrcholů takzvaného Výzkumného trojúhelníku, v němž se nachází jeden z nejstarších a největších vědeckých parků v Severní Americe, Research Triangle Park (RTP).

K roku 2014 zde žilo 251 893 obyvatel. S celkovou rozlohou 280,4 km2 byla hustota zalidnění 905,8 obyvatel na km2.

## Zajímavosti
Přestože se známý seriál Stranger Things odehrává ve fiktivním městě Hawkings, podle názvů ulic jako Mt. Sinai a vodních toků jako Eno River a Jordan Lake je zřejmé, že jde o rodné město tvůrců, bratrů Matta a Rosse Dufferových, tedy Durham v Severní Karolíně.

## Osobnosti
- Matt Duffer (1984–), producent, scenárista a režisér
- Ross Duffer (1984–), producent, scenárista a režisér

## Partnerská města
- Arusha, Tanzanie
- Durham, Spojené království
- Kostroma, Rusko
- Tojama, Japonsko
- Ču-čou, Čína